# Фридайвинг
Фридайвинг (от англ. free — свободно и англ. dive — нырять) — подводное плавание с задержкой дыхания (апноэ). Эта самая ранняя форма подводного плавания до сих пор практикуется как в спортивных, так и в коммерческих целях.

## История фридайвинга
Несмотря на своё многотысячелетнее существование, фридайвинг стал относительно общеизвестным и распространённым лишь недавно. Возникнув как род прибрежного собирательства и охоты, он оставался приблизительно до периода Великих географических открытий практически единственной известной и доступной человеку возможностью действовать под водой. Но с XV в. начали расти и конкурировать между собой морские державы, а развитие навигации, торговли и участившиеся морские сражения увеличили и число затонувших судов. Для спасения их ценных грузов и снаряжения приходилось подолгу работать на глубине. Был изобретён прародитель скафандра — водолазный колокол, чётко отделивший водолазов, дышащих под водой, от ныряльщиков-фридайверов.
После изобретения водолазного колокола попытки расширить возможности человека под водой стали направлять прежде всего на совершенствование дыхательных приспособлений. Ныряние же на задержке дыхания оставалось до середины XX в. просто частью рыбацкого промысла. Лишь во время II Мировой войны некоторую известность приобрели боевые пловцы — например, итальянские «люди-лягушки» — регулярные подразделения, систематически обученные мобильным действиям в воде и под водой без тяжёлого дыхательного оборудования. Тогда же Жак-Ив Кусто разработал акваланг. Вероятно, именно с тех пор начали расти популярность подводного плавания и спортивный интерес к нему.
В 1949 г. итальянец Раймондо Бухер достиг 30-метровой глубины в апноэ. К 1953 г. Энио Фалько и Альберто Новелли, соперничая с Бухером, перешли 40-метровый рубеж. Увлечение Бухера подводной кино- и фотосъёмкой также послужило популяризации подводного спорта.
В 1958 г. в Монако была основана Всемирная конфедерация подводной деятельности (CMAS). До сих пор она остаётся единственной общепризнанной международной организацией, координирующей деятельность в сфере подводного спорта.
В 1960 г. возникла спортивная дуэль между бразильцем Америго Сантарелли и итальянцем Энцо Майоркой. Победа осталась за последним, покорившим 49 м, а к 1966 г. он улучшил свой результат до 54 м — рекорда, в том же году побитого Жаком Майолем.
Жак Майоль стал спортсменом, буквально открывшим для апноистов принципиально новые глубины. До его многократных рекордов считалось, что организм фридайвера (в первую очередь лёгкие) физиологически неспособен выдержать давление воды на глубинах более 40-50 метров. Тогда ещё не было достаточно изучено явление кровяного сдвига, позволяющего нырять глубже. В 1976 г. Майоль достиг 100-метровой отметки, а его последний рекорд составил в 1983 году 105 м. Он же широко известен введением в обиход фридайверов йогических дыхательных тренировок.
Настоящим прорывом фридайвинга в массовое сознание стал в 1988 г. культовый фильм Люка Бессона «Голубая бездна», снятый по мотивам спортивного состязания и личной дружбы Жака Майоля с Энцо Майоркой. До появления этого фильма подводный спорт редко мыслили без акваланга, а фридайверов-специалистов существовало совсем немного.
Женский фридайвинг достиг к 1980-м гг. значительного развития. 30-метровую глубину ещё в 1960-х гг. освоили британка Эвелин Пэттерсон и итальянка Джилиана Трелеани, а соотечественницы последней — Франческа Борра и Хеди Рёсслер — начали заниматься апноэ с постоянным весом даже раньше мужчин (первым из которых стал Стефано Макула в 1978 г.). Но настоящим успехом женские состязания начали пользоваться лишь после рекордов, установленных в конце 1970-х дочерьми Энцо Майорки. В 1989 г. итальянка Анджела Бандини нырнула на 107 м, пользуясь ныне уже классической тележкой (сле́дом) Жака Майоля и превзойдя его последний рекорд на 2 метра.
Майоль и Майорка сошли с подиума рекордсменов в 1980-х, уступив свои места итальянцу Умберто Пелиццари и кубинцу Франсиско Родригесу (более известен как Феррерас или «Пипин»). В 1990-х они вели друг с другом гонку бок о бок в категории «без ограничений» — до предела 130 м, после чего возникла необходимость модернизации сле́дов.
Если в 1960-х гг. фридайверские рекорды фиксировала на международном уровне Всемирная конфедерация подводной деятельности (CMAS), то в 1970 г. она отказалась считать дальнейшие соревнования на глубину погружения спортом и курировать их, мотивируя это запретами медиков и нарушением техники безопасности. Продолжавшиеся, тем не менее, состязания позволили расширить представления о возможностях человеческого организма, хотя и привели к ряду несчастных случаев. Лишь в 1992 г. в Ницце была основана международная фридайверская ассоциация AIDA (с 1999 г.- AIDA International) для регистрации рекордов, организации соревнований и разработки стандартов обучения апноистов. К 1995 г. назрело противоборство организаций CMAS и AIDA, причём первая пыталась вернуть себе монополию судейства фридайверских соревнований, а вторая противопоставляла этому альтернативные правила и критерии оценок.
В октябре 1996 г. в Ницце состоялся первый чемпионат мира по фридайвингу по версии AIDA. В нём приняли участие лишь немногие страны, но всего спустя 2 года, на 2-м чемпионате в Сардинии, их стало уже 28. Тогда было предложено множество новых фридайверских дисциплин, большинство которых так и осталось непризнанными.
В 1999 г. Умберто Пелиццари достиг в апноэ без ограничений 150-метровой отметки, а с постоянным весом — 80 м. Но в 2003 г. американка Таня Стритер обошла его в нырянии без ограничений на 10 метров.
Третий командный чемпионат мира по версии AIDA был проведён в 2001 г. на Ивисе. Австриец Герберт Нич установил новый рекорд: 86 м с постоянным весом. Пелиццари после этого объявил, что уйдёт из спорта, предприняв последнюю рекордную попытку. В ней он достиг 131 м в апноэ с переменным весом.
Годом спустя на Гавайях прошли международные состязания за Тихоокеанский кубок памяти Жака Майоля, задуманные как часть Кубка мира. В них приняли участие 27 команд со всего мира.
В том же 2002 г. жена Франсиско Феррераса Одри Местре, одна из лучших апноисток в истории, погибла возле доминиканского побережья, попытавшись на глубине 171 м побить все существующие мужские и женские рекорды. Она не смогла вернуться на поверхность вовремя из-за отказа тележки. Резче всех критиковали потом за это самого Феррераса, главного организатора рекордного погружения. Его авторитет был подорван, и он ушёл из большого спорта. За несколько месяцев до этого немецкого фридайвера Беньямина Франца приковала к инвалидной коляске декомпрессионная болезнь. После этих событий была полностью пересмотрена техника безопасности, и AIDA обязала глубоководных апноистов использовать страховочные тросы и системы возврата на поверхность.
В 2003 г. AIDA ввела новую спортивную дисциплину: апноэ с постоянным весом без ласт. Новая фридайверская инициатива, «квадрат», появилась и в CMAS. Это был заплыв на длину в открытой воде на глубине 10 м по периметру квадрата со стороной 15 м.
В 2004 г. в Ванкувере состоялся 4-й командный чемпионат мира по версии AIDA. Первые места достались командам из Германии, Великобритании и Канады, в женском разряде — из Канады, США и Германии. До этого фаворитами бывали обычно команды средиземноморских стран. Несмотря на отличную организацию чемпионата, высказывалась критика по поводу его проведения в Канаде, в холодных водах которой согласились соревноваться всего 10 команд. Другим событием года стали рекорды Карлоса Косте, пересёкшего 100-метровую границу глубины с постоянным весом, и Тома Сиетаса, выдержавшего 8 мин 58 с в статике.
Со временем индивидуальные соревнования начали устраиваться и различными клубами. Так, в 2005 г. в Лозанне прошёл 1-й индивидуальный чемпионат мира по версии AIDA. Соревнования заключались в статическом апноэ и динамике в ластах и без них. Лучшие спортсмены достигли 200 м в динамике и 8 мин в статике, а 3 новых мировых рекорда были засчитаны россиянке Наталье Молчановой. Она же несколько недель спустя выиграла золото на 2-м индивидуальном чемпионате по нырянию с постоянным весом в Ницце. Немец Том Сиетас возглавил список чемпионов в бассейне, где ему принадлежали 19 мировых рекордов в различных дисциплинах. Сиетас первым использовал грузовой ошейник в динамическом апноэ.
Предметом оживлённых дискуссий стало заявление бельгийца Патрика Мусиму о его намерении покорить 200-метровую глубину в апноэ без ограничений. На одной из последних тренировок он показал 207 м и сумел вернуться на поверхность, но через несколько минут после всплытия у него развились симптомы декомпрессионной болезни. Потребовалось гипербарическое лечение, и зачётную попытку на публике пришлось отменить.
Значительный общественный интерес вызвали и соревнования по статическому апноэ, состоявшиеся в июле того же года в Монако. Тем временем CMAS разрабатывала собственные фридайверские стандарты и готовила соответствующие чемпионаты. К дисциплине «квадрат» со временем добавили динамическое апноэ на расстояние и на скорость, статику, ныряние на глубину с постоянным весом в ластах и без них, свободное погружение (без грузов и ласт), апноэ с переменным весом в ластах и без них и, наконец, так называемую «скандалопетру». Эта древняя дисциплина представляет собой ныряние с камнем — обычно в виде мраморной плиты. Когда спортсмен достигает нужной глубины, его вытаскивают назад за привязанную к камню верёвку.
В 2006 г. американский иллюзионист и каскадёр Дэвид Блейн, проведя 7 дней подряд в наручниках в наполненном водой шаре, намеревался в финале этого трюка заодно побить рекорд Тома Сиетаса по статическому апноэ (8 мин 58 с). Перед тысячами свидетелей и миллионами телезрителей Блейн задержал дыхание, но через 7 мин 8 с потерял сознание; пришлось вмешаться спасателям.
В декабре того же года в Хургаде прошёл 5-й международный командный чемпионат по фридайвингу по версии AIDA.
В 2007 г. AIDA установила новые правила ныряния с тележкой (слэдом). Австриец Герберт Нич, к тому времени чемпион мира почти во всех дисциплинах фридайвинга, намеревался улучшить собственный двукратный рекорд в категории без ограничений, а также рекорд Мусиму (207 м) — неофициальный, но многими признанный. За 4,5 мин Нич побывал на 214 м, а возвращался очень медленно, используя свою оригинальную методику дыхания, что позволило ему избежать декомпрессии и всплыть невредимым.
3-й индивидуальный чемпионат мира состоялся в Мариборе. Там была введена новая соревновательная дисциплина с финалами А и Б для 16 лучших фридайверов, прошедших отборочные соревнования. В этих финалах Стиг Северинсен завоевал среди мужчин 2 золотые медали из 3 возможных, а Наталья Молчанова среди женщин все 3. Таким образом, Молчанова стала рекордсменкой во всех существующих женских соревнованиях по фридайвингу.
В конце года, на 4-м индивидуальном чемпионате, неизвестная до того британка Сара Кэмпбелл побила 3 глубинных рекорда всего за 48 часов. На следующем индивидуальном чемпионате ей досталась и победа с постоянным весом, Молчанова же потеряла сознание и была дисквалифицирована. В это время Герберт Нич выиграл обе возможные золотые медали — одну из них с постоянным весом без ласт.
В 2008 году в Шарм-эш-Шейхе состоялся 6-й командный чемпионат по версии AIDA, на котором россиянки победили с беспрецедентным отрывом от команд США и Японии. В мужском зачёте первое место заняли французы, второе — чехи, третье — финны.

## Физиология фридайвинга
Как и прочие млекопитающие, человек при погружении в воду подвержен действию нырятельного рефлекса. При этом наблюдаются ларингоспазм, брадикардия, вазоконстрикция и кровяной сдвиг. Эти явления вызываются стимуляцией парасимпатической нервной системы и направлены на сохранение функций важнейших систем организма в апноэ.

### Брадикардия
Брадикардия — пониженный сердечный ритм. Обычно он ниже 55 ударов в минуту. При брадикардии организм ныряльщика не получает достаточное количество кислорода и необходимых питательных веществ для полноценной работы.

### Вазоконстрикция
Вазоконстрикция (vasoconstrictio; вазо- + лат. constrictio стягивание, сужение) — сужение просвета кровеносных сосудов, особенно артерий. Такая реакция сосудов возникает в ответ на стимуляцию сосудодвигательного центра продолговатого мозга, от которого затем к сосудам поступает сигнал о необходимости сокращения мышечных стенок артерий, в результате чего повышается артериальное давление.

### Кровяной сдвиг
Эффект наблюдается на глубинах погружения больших той, на которой лёгкие ныряльщика под действием внешнего давления уменьшаются до объёма максимального выдоха. Кровяной сдвиг заключается в притоке крови из периферических областей тела в центральные, особенно в капилляры лёгочных альвеол. Таким образом кровь сдерживает сжатие лёгких под высоким давлением воды, позволяя нырять на глубины, значительно превышающие 40 метров (теоретический предел без кровяного сдвига).

### Ларингоспазм
Раздражение слизистых оболочек верхних дыхательных путей при попадании в них воды вызывает рефлекторный ларингоспазм, препятствующий вдыханию воды. Этот рефлекс позволяет избежать утопления при кратковременной потере сознания в ходе погружения, однако он может привести к асфиктическому или синкопальному утоплению.

## Психология фридайвинга
Технический и эстетический пуризм фридайвинга могут быть сильными стимулами для спортсмена. Однако минимум техники требует от него для эффективных и безопасных занятий не только физической, но и психологической подготовки. Быстро растущее давление, похолодание, ограниченная видимость, тускнеющий свет, меняющиеся краски, иногда непонятные звуки и особенно невозможность дышать нередко оставляют неприятный осадок при погружении, внушая страх замкнутого и враждебного пространства. Возникающее от этого (особенно у начинающих) ощущение стресса, судорожной борьбы с водой и с собственным телом ускоряет пульс и метаболизм, повышая потребление кислорода. Всё это резко сокращает время апноэ. Поэтому ментальная подготовка фридайвера обычно является частью общего тренинга, связанной с контролем дыхания и концентрацией. Так, существует мнение, что способность не фокусировать внимание на подавлении позыва к вдоху позволяет удлинить и качественно улучшить апноэ. Методики управления вниманием и снятия эмоционального возбуждения содержатся в различных йогических практиках, традиционно применяемых во фридайвинге.
Даже опытные спортсмены бывают подвержены биохимическим сдвигам, нарушающим трезвость восприятия и мышления на значительных глубинах. Стремление улучшить личные спортивные показатели и эйфория могут при этом в непроизвольной мере соперничать с соблюдением техники безопасности. В наиболее опасных случаях это ведёт к недооценке нарастающей гипоксии и неожиданной потере сознания под водой. Квалифицированная страховка оказывается тогда жизненно необходимой.

## Снаряжение для фридайвинга
В условиях отсутствия воздуха важно затрачивать усилия особенно экономно и эффективно. Поэтому снаряжение фридайверов отличается от аналогичных изделий для дайвинга и снорклинга улучшенной эргономичностью и гидродинамическим качеством, меньшими весами и объёмами полостей, заполненных воздухом. Яркие, демаскирующие расцветки нехарактерны для снаряжения фридайверов и подводных охотников. Кроме того, нежелательно присутствие элементов, увеличивающих риск зацепиться за водоросли, сети и другие элементы подводного рельефа.

### Грузовые пояса
Грузовые пояса используются для компенсации положительной плавучести фридайвера, особенно если он одет в гидрокостюм. Пояса бывают двух основных видов: гибкие трубки, в которые засыпается свинцовая дробь, и ремни с навесными грузами в виде брусков или бляшек — обычно свинцовых, иногда в пластиковой оболочке.
При погружении на организм фридайвера действует возрастающее давление (дополнительно 1 атмосфера на каждые 10 метров), и обхват талии может сильно меняться. Чтобы предотвратить свободное скольжение по телу грузов, используют резиновый пояс, надеваемый на бёдра, а не на талию, как правило, с застежкой «марсель». Она позволяет легко избавиться от пояса в критической ситуации.
Кроме обычных грузовых поясов в дисциплинах, предполагающих плавание в горизонтальной плоскости, используются специфичные для фридайвинга грузовые ошейники. Они компенсируют неравномерную плавучесть тела в горизонтальном плане, позволяя снизить затраты энергии на сохранение горизонтального положения и увеличить дальность свободного скольжения.

### Костюмы
Фридайверский гидрокостюм отличается от обычного дайверского прежде всего большей эластичностью и облегаемостью, что достигается использованием неопрена с открытыми порами, не покрытыми сверху дополнительным слоем ткани. Открытая пора представляет собой срез неопрена и выглядит как множество мельчайших присосок, плотно пристающих к телу пловца, почти исключая сквозное протекание воды, характерное для обычных мокрых костюмов.
Преимущества — существенно меньшая теплопроводность и высокая эластичность костюма с открытой порой — достигаются в ущерб его прочности и удобству надевания. Неопрен без защитного слоя из ткани весьма гидродинамичен, но легче повреждается механически и от солнечных лучей. Фридайверский костюм довольно трудно надеть даже просто мокрым, не говоря уже о сухом, поэтому при надевании часто используют шампунь или специальные смазки. Неподходящие смазки (кремы или масла) могут вредить не только коже, но и самому гидрокостюму, например, забивая поры неопрена, делая материал менее эластичным или приводя к расхождению швов.
Кроме неопреновых, во фридайвинге используют и костюмы из полиуретановой ткани, например, лайкры. Они практически не помогают от холода, но хорошо защищают от солнца и ожогов стрекающих, что бывает очень востребовано в южных водах — например, австралийских морях с их смертельно опасными кубомедузами. Можно надевать эти тонкие костюмы и под обычные неопреновые.
Покрой гидрокостюма не должен стеснять движений, позволяя фридайверу двигаться максимально естественно и легко, экономить силы и кислород. Специфичными для фридайверских костюмов являются иногда используемые «обратные рукава», вытянутые вверх. Такой покрой позволяет не растягивать костюм в области подмышек при плавании дельфином, с руками, заведёнными за голову и вперёд в замке.
Неудачно выбранный и не соответствующий телосложению покрой гидрокостюма не только ухудшает облегаемость и зависящие от неё теплоизоляцию и гидродинамичность, но и может привести к сильному дискомфорту, натирая кожу, что становится особенно критичным при продолжительной подводной охоте или на так называемых дайв-сафари, которые в последние годы всё чаще предлагаются и специально для фридайверов.
За счёт своей пористой структуры неопреновый гидрокостюм сообщает ныряльщику дополнительную плавучесть, тем большую, чем толще материал. Излишек плавучести приходится компенсировать грузовыми поясами и ошейниками. Это надо учитывать при глубоких погружениях. Во-первых, дополнительное снаряжение создаёт дополнительное сопротивление воды. Во-вторых, с ростом давления неопрен сжимается, утрачивая плавучесть, фридайвер всё легче идёт вниз, зато с глубины ему придётся поднимать нескомпенсированный лишний груз. Несмотря на это опасное свойство гидрокостюмов, при глубоких погружениях без них почти не обойтись из-за резкого охлаждения воды в зоне термоклина.

### Ласты
Фридайверские ласты отличаются от прочих существенно большей жёсткостью и длиной (80 см и более), позволяя развивать максимальную скорость при минимуме движений. Их делают, как правило, с закрытой калошей; отдельные модели позволяют заменять лопасти. Эффективнее всего углепластиковые лопасти, но они дороже других и требуют аккуратного обращения.
Кроме того, часто используется и моноласта — сплошной «плавник», на который плашмя крепятся спаренные или раздельные калоши. Такое изделие позволяет развивать большую скорость при меньшей затрате сил, но требует специальной подготовки плавания. В так называемой гипермоноласте калоши вынесены за край пластины-«плавника» и находятся под небольшим углом к нему. Подобные конструкции сложнее, но гораздо эргономичнее и эффективнее простых моноласт.

### Маски
Для фридайвинга используются маски с минимальным внутренним пространством, позволяющим экономить воздух для поддувания маски при погружении. В бассейне и при плавании в длину иногда используют обычные очки для плавания и зажим для носа, но тогда глубина погружения очень ограничена: из-за непродуваемости пространства под очками легко получить обжим.
Повышенные требования к гидродинамичности и внутреннему объёму фридайверских масок исключают применение широких, далеко отстоящих от глаз панорамных стёкол, и углы обзора традиционно считаются меньшими, чем в масках снорклеров. Современные технологии компенсируют этот недостаток, приближая стёкла к глазам и не используя прокладок между стёклами и жёсткой рамкой маски.
Имеются и другие технические решения проблемы зрения под водой. Существуют контактные линзы, закрывающие весь глаз и учитывающие коэффициент преломления света в воде, но они относительно дороги. Более простое решение — так называемые жидкие очки для фридайвинга, содержащие между глазом и линзой, корректирующей коэффициент преломления, полость, заполняемую водой при погружении. Обе системы не требуют поддувки, экономя воздух, и позволяют полностью освободить руки фридайвера.

### Трубки
Трубки используются для дыхания между погружениями. Трубка для фридайвинга не должна содержать гофрированной мягкой вставки перед загубником. Такая вставка затрудняет дыхание, вызывая завихрения воздуха, является негидродинамичной и задерживает капли воды на выдохе. Зачастую используют трубки без волноотбойника и клапанов, которые могут также затруднять дыхание, ухудшать гидродинамику, засоряться и отказывать. Из тех же соображений минимализма и гидродинамичности фридайверы часто не крепят трубку к ремешку маски клипсой, а просто вставляют её под ремешок. Впрочем, дышать непосредственно перед важным погружением лучше совсем без трубки, так как «мёртвое пространство» в ней снижает эффективность дыхания, а под водой трубка скорее мешает, создавая дополнительное сопротивление и раскачиваясь в токе воды при быстром всплытии. Кроме того, потеряв сознание под водой, что не исключено при погружении на пределе возможностей, ныряльщик может закусить загубник, осложняя его извлечение в ходе спасательных мероприятий.

### Ножи
Значение ножа как оружия под водой минимально. Он важен как спасательный инструмент, особенно при нырянии в незнакомых местах, в одиночку, при плохой видимости, при занятии подводной охотой и использовании страховочных линей. Так, очень опасны современные нейлоновые сети, малозаметные в воде и иногда далеко уносимые течением.
Фридайверу, имеющему в экстренном случае всего несколько секунд на освобождение, особенно важно крепить нож в легко доступном месте с возможностью достать его быстро. Его должно быть можно надёжно удерживать и использовать даже в толстых неопреновых перчатках. Не следует крепить нож на грузовой пояс, так как он будет утерян вместе со сброшенным балластом.
С другой стороны, из-за ограниченности времени работы под водой, фридайверу не обязателен тяжёлый нож с возможностью долгой силовой работы им, а достаточно обычно лёгкого клинка с серрейтором или стропореза. Небольшие, плоские модели плотно прилегают к телу, уменьшая сопротивление воды и риск за что-либо зацепиться.

## Тренировки фридайверов
Повышенный риск, сопровождающий занятия фридайвингом, требует в этом виде спорта особенно сознательных тренировок с соответствующими мерами безопасности. Такие тренировки сложны, при неправильном выполнении составляют угрозу для здоровья и жизни спортсмена и требуют профессионального руководства, причём конкретная методика должна соответствовать индивидуальным особенностям спортсмена. Специфические фридайверские тренировки могут быть направлены на поэтапное повышение общей и специальной выносливости, координации, гибкости, подвижности грудной клетки, на выработку эффективной и экономичной техники движений, а также сознательного отношения к гипоксии, дыхательному рефлексу и собственно дыханию. Для контроля дыхания используются такие техники, как пранаяма и плавита-садхана.
Самостоятельные занятия предполагают значительную ответственность, внимательность и осторожность. Недопустимые перегрузки могут привести к потере сознания, различным травмам и необратимым последствиям для организма фридайвера. Поэтому нельзя тренировать апноэ в воде без надзора (особенно на пределе возможностей), резко наращивать нагрузки, игнорировать компенсаторные возможности организма и тем более общие противопоказания к занятию фридайвингом. К последним относятся заболевания и пороки сердца и лёгких, хронические формы синуситов и отитов, болезнь Меньера, любые психические расстройства, глаукома, нарушения зрения и мозгового кровообращения, внутричерепная гипертензия.

## Основные риски и травмы при занятиях фридайвингом

### Азотный наркоз
Высокое давление на глубине вызывает перенасыщение крови воздухом из лёгких. Некоторые его компоненты, будучи безвредными при обычном атмосферном давлении, оказывают в повышенной концентрации токсическое действие. Так, отравление азотом проявляется сначала в растущем возбуждении и эйфории (либо страхе) на фоне головокружения, расстройства памяти, пониженной работоспособности и сообразительности. Прогрессируя, оно может вести к нарушениям логического мышления и координации, потере адекватности поведения и оценок, туннельному зрению и галлюцинациям. Азотный наркоз может наблюдаться уже на глубинах около 30 м, причём точный порог возникновения зависит от тренированности спортсмена, его здоровья, степени усталости, действия лекарств и других факторов. Отравление, как правило, бесследно проходит при возвращении пострадавшего на поверхность.

### Баротравмы зубов
В кариозных, а также некачественно запломбированных зубах после погружения могут возникать болезненные ощущения вплоть до травмирования зубных нервов и разрушения пломб. Обуславливается это газовыми пузырьками, которые приносит в полости зубов ток крови при увеличении внешнего давления, и невозможностью мгновенного их вывода при понижении давления. Расширяясь, пузырьки давят на внутренние стенки и нерв зуба. Перед занятиями фридайвингом следует вылечить указанные дефекты зубов.

### Баротравмы трахеи и лёгких
Данные повреждения возникают при перерастяжении или чрезмерном сжатии дыхательных путей и лёгочной ткани. Повышенной опасности подвергается фридайвер, вдохнувший на глубине из дайверского баллона. Всплывать после этого следует как можно медленнее, понемногу выдыхая, чтобы избежать баротравмы лёгких расширяющимся воздухом.
С другой стороны, при погружении кровяной сдвиг может вызвать переполнение и перегрузку капилляров альвеол, пропотевание крови сквозь их стенки и даже разрыв последних; могут наблюдаться боли в груди и кашель с кровянистыми выделениями. При резко выраженных подобных симптомах необходима срочная госпитализация. Во избежание таких травм не следует производить манёвр Вальсальвы, чересчур напрягая грудную клетку, резко наращивать глубину погружений и нырять на выдохе без соответствующей подготовки.

### Баротравмы ушей
Растущее давление воды при погружении вызывает боль в ушах, а затем и перфорацию (разрыв) барабанных перепонок, если не совершать продувок. Разорванная барабанная перепонка обычно заживает сама в течение нескольких недель, но возможны и осложнения, требующие серьёзного лечения. Кроме того, через повреждённую перепонку возможна инфекция уха с последующим отитом, который в тяжёлых случаях может привести к нарушению слуха вплоть до его потери.
Разрыв (надрыв) барабанной перепонки может наступить при погружении без надлежащей продувки уже на глубине 5 метров.
Для предотвращения этих явлений чаще всего используют продувку манёвром Вальсальвы, а также манёвром Френцеля или манёвром маусфил (от англ. mouthfill). Строение евстахиевых труб таково, что чрезмерная разница давлений воды снаружи и воздуха внутри уха может заблокировать их и сделать продувку невозможной. Поэтому продуваться лучше всего ещё до появления боли в ушах. Если продувка не удаётся, необходимо прекратить погружение и всплыть, прежде чем повторять попытку.
При всплытии и понижении давления воды евстахиевы трубы, как правило, открываются сами по себе, имея со стороны уха широкие отверстия на костном основании, поэтому продувки уже не требуются. В исключительных случаях («обратный блок») приходится замедлить или приостановить всплытие, чтобы позволить давлениям уравняться.

### Баротравмы черепных пазух
Перепад давлений действует также на гайморовы и лобные пазухи. Эти внутричерепные полости сообщаются с носоглоткой. Если сообщение нарушается (что бывает в ходе различных заболеваний, при аллергиях, патологиях или вследствие курения), то при погружении в пазухах остаётся низкое давление, как на поверхности воды. На глубине оно с силой стягивает внутрь пазух их слизистые оболочки, травмируя последние и понижая сопротивляемость инфекциям. Фридайвер ощущает плохую проходимость каналов между пазухами и носоглоткой обычно как тупое давление над переносицей или под глазами при погружении или всплытии. Для предотвращения таких баротравм рекомендуется не нырять при насморке или других воспалительных заболеваниях области носоглотки.

### Гипоксическая потеря сознания
Данное явление вызывается развитием острого гипоксического состояния вследствие снижения содержания кислорода в ткани головного мозга до критического уровня.
При погружении за счёт сжатия лёгких и роста давления в них кровь насыщается бо́льшим количеством газов, чем при дыхании на поверхности, и это количество пропорционально глубине погружения. При всплытии гипоксическая нагрузка особенно быстро растёт из-за расширения лёгких, парциальное давление кислорода в которых снижается. Если оно оказывается в лёгких ниже, чем в крови, то, согласно закону Генри, начинается обратный процесс перехода кислорода из крови в воздух лёгких. Наиболее интенсивно это происходит на последних 10 метрах всплытия, где объём лёгких увеличивается вдвое. При достаточно низком содержании кислорода в крови наступает гипоксическая потеря сознания.
Чтобы предотвратить такое развитие событий, не следует задерживаться на больших глубинах до предела, при всплытии закидывать голову далеко назад (это может дополнительно затруднить кровоснабжение головного мозга), а на поверхности выдыхать слишком резко.
Кроме того, многие фридайверы перед погружением, заплывом в длину или статикой практикуют гипервентиляцию лёгких. Проведённая слишком интенсивно, она также может вызвать потерю сознания в апноэ.
Позыв к вдоху вызывает не недостаток кислорода, а избыток углекислого газа в крови. При гипервентиляции содержание кислорода в крови повышается несущественно, но углекислый газ выводится эффективно. Поэтому гипервентиляция хотя и помогает отсрочить позыв к вдоху, но почти не продлевает способности не дышать. Таким образом, в конце продолжительного апноэ кислород в крови может быть на исходе, но фридайвер не чувствует этого и неожиданно теряет сознание, не вдохнув вовремя.

### Декомпрессионная болезнь
Суть происходящего при декомпрессионной (кессонной) болезни можно увидеть, открыв бутылку газированной воды: внешнее давление резко падает, и жидкость начинает отдавать растворённые в ней газы в виде пузырьков. То же самое происходит и в крови дайвера, быстро всплывающего с большой глубины. Пузырьки нарушают кровоток в сосудах и разрушительно воздействуют непосредственно на ткани. Характерными симптомами в лёгкой форме могут быть зуд и боли в мышцах и суставах, отёки кожи и синяки. Тяжёлые формы приводят к необратимым изменениям в тканях, в головном и спинном мозге, параличам и даже смерти. Фридайверы не подвержены этим явлениям, так как погружаются сравнительно кратковременно, неглубоко и не дышат под водой сжатым воздухом, перенасыщая кровь газами. Тем не менее, возможно, серии частых погружений на десятки метров способны вызвать и у них характерные симптомы.

### Обжим лица
При погружении давление воды растёт, а давление воздуха внутри маски остаётся равным атмосферному. Другими словами, внутримасочное давление понижается относительно внешнего, поэтому маска всё плотнее присасывается к лицу. При значительной разнице давлений капилляры в глазах и в коже под маской лопаются, вызывая гематомы. Чтобы предупредить такие травмы, при погружении следует слегка выдыхать носом в маску, как только её давление становится болезненным. Именно из-за данного явления обычные, непродуваемые очки для плавания непригодны для ныряния вглубь.

### «Самба»
«Самбой», по аналогии с одноимённым танцем, в контексте фридайвинга называют потерю моторного контроля, возникающую вследствие гипоксии головного мозга. «Самба» является порогом к потере сознания. В лёгкой форме она может выражаться в непроизвольных подёргиваниях мимических мышц и затруднениях с артикуляцией, а в более серьёзных случаях наблюдаются конвульсии вплоть до полной потери координации и сознания. В этом состоянии потерпевшему необходима квалифицированная страховка: важно поддерживать его голову над водой, не допускать травм (особенно ударов головой о твёрдые предметы при конвульсиях) и следить за тем, чтобы он не переставал дышать. При соблюдении техники безопасности потерпевший обычно быстро приходит в себя, но иногда «самба» переходит в обморок. «Самба», как и потеря сознания, может наблюдаться у фридайвера не только под водой, но даже и в первые секунды после всплытия, так как приток кислорода в мозг восстанавливается не сразу же в момент вдоха.

## Системы обучения фридайвингу
- CMAS — Confédération Mondiale des Activités Subaquatiques
- SSI — Scuba Schools International
- AIDA — Association Internationale Pour Le Developpement De L’apnee
- NDL — National Dive League (Россия)
- Apnea Academy — School for the instruction and research of freediving
- Molchanovs Freediving
- RAID

## Спортивные дисциплины
В зависимости от организации, проводящей соревнования, различаются правила регистрации результата и набор дисциплин. Ниже приведены дисциплины, которые применяются в соревнованиях по правилам AIDA.

### В бассейне
Соревнования проводятся в бассейне длиной 25/50 метров.
- Статическое апноэ (Static Apnea, STA) — фридайвер задерживает дыхание на время, лёжа в воде. Единственная дисциплина, в которой засекается время задержки дыхания, а не отсчитывается пройденная дистанция.
- Динамическое апноэ без ласт (Dynamic Without Fins, DNF) — фридайвер плывёт в горизонтальном положении под водой на задержке дыхания, используя только силу собственных мышц. Ласты и прочие технические приспособления, придающие дополнительное ускорение, не используются.
- Динамическое апноэ в би-ластах (Dynamic With Fins, DYN BF) — фридайвер плывёт в ластах в горизонтальном положении под водой на задержке дыхания.
- Динамическое апноэ в моноласте (Dynamic With Fins, DYN) — фридайвер плывёт в моноласте в горизонтальном положении под водой на задержке дыхания.

### В открытой воде
Соревнования проводятся в открытом море. Фридайвер готовится к погружению, держась за буй, к которому привязан трос, уходящий вглубь. Трос служит визуальным ориентиром, на нём крепится отметка с глубиной, а в ряде дисциплин его используют при погружении и всплытии.
- Постоянный вес без ласт (Constant Weight Without Fins, CNF) — фридайвер спускается вертикально вниз и поднимается вверх на задержке дыхания, используя только силу собственных мышц. Дополнительное снаряжение не используется, движение по тросу с использованием рук запрещено. Касание троса допускается только в нижней точке, для окончания спуска и начала подъёма. Постоянный вес без ласт — наиболее сложная спортивная глубоководная дисциплина, так как не используется никаких приспособлений для спуска и всплытия. Эта категория соревнований требует отличной координации движений, контроля плавучести и техники плавания.
- Постоянный вес (Constant Weight, CWT) — фридайвер спускается вертикально вниз и поднимается обратно на задержке дыхания, используя моноласту. Подтягиваться по тросу или изменять вес грузов в течение погружения запрещено. Касание троса допускается только в нижней точке, для окончания спуска и начала подъёма.
- Постоянный вес в би-ластах (Constant Weight, CWT BF) — фридайвер спускается вертикально вниз и поднимается обратно на задержке дыхания, используя ласты. Подтягиваться по тросу или изменять вес грузов в течение погружения запрещено. Касание троса допускается только в нижней точке, для окончания спуска и начала подъёма.
- Свободное погружение (Free Immersion, FIM) — фридайвер погружается под воду без использования дополнительного снаряжения на задержке дыхания, подтягиваясь руками по тросу в течение спуска и подъёма.
- Переменный вес (Variable Weight, VWT) — фридайвер спускается вниз с помощью дополнительного груза и поднимается вверх на задержке дыхания, используя силу собственных мышц. Разрешается подниматься, подтягиваясь по тросу. Переменный вес — одна из двух дисциплин, в которой используется специальная тележка (след) для спуска вниз. На старых вариантах спусковых тележек фридайвер погружался головой вниз. На новых тележках дайвер спускается ногами по направлению движения.
- Без ограничений (No Limit, NLT) — самая глубоководная дисциплина. Фридайвер спускается на тележке или с использованием дополнительного веса на задержке дыхания, а всплывает с помощью шара, наполняемого воздухом, дайверского костюма, пояса с надувными элементами или любого другого снаряжения на собственный выбор. Наиболее опасная дисциплина, так как технически крайне сложно осуществить страховку фридайвера командой аквалангистов на глубинах спуска более 100 метров.

Вне зависимости от ограничений, накладываемых отдельной дисциплиной на использование сбрасываемых грузов, ласт и прочего дополнительного оборудования, фридайвер может использовать специальный костюм, уменьшающий теплообмен с окружающей средой, грузовой пояс, грузовой ошейник, лайнер соединяющий фридайвера с тросом, дайв-компьютер, дыхательную трубку, зажим для носа, миниатюрный фонарь для освещения, очки или маску.

## Официальные мировые рекорды

### По правилам AIDA
- Статическая задержка дыхания (STA — Static Apnea)

 11 мин 35 с (08.06.2009), Стефан Мифсуд (Франция)

 9 мин 7 с (27.06.2024), Хайке Швердтнер (Германия)
- Ныряние в длину без ласт (DNF — Dynamic Without Fins)

 250 м (01.05.2022), Матеуш Малина (Польша)

 213 м (13.06.2023), Юлия Козерская (Польша)
- Ныряние в длину в раздельных ластах (биластах) (DYNB — Dynamic With Bifins)

 290 м (27.03.2022), Матеуш Малина (Польша)

 243 м (02.05.2022), Магдалена Солич-Таланда (Польша)
- Ныряние в длину в ластах или моноласте (DYN — Dynamic With Fins)

 307 м (25.08.2024), Уильям Джой (Китай)

 277 м (10.04.2022), Магдалена Солич-Таланда (Польша)
- Ныряние в глубину без ласт (CNF — Constant Weight Without Fins)

 102 м (21.07.2016), Уильям Трубридж (Новая Зеландия)

 84 м (02.12.2024), Екатерина Садурская (Украина)
- Ныряние в глубину в раздельных ластах (биластах) (CWTB — Constant Weight With Bifins)

 125 м (10.09.2024), Алексей Молчанов (Россия)

 111 м (30.07.2023), Аленка Артник (Словения)
- Ныряние в глубину в ластах или моноласте (CWT — Constant Weight)

 136 м (29.09.2023), Алексей Молчанов (Россия)

 123 м (24.05.2023), Алессия Дзеккини (Италия)
- Ныряние в глубину по тросу (на руках) (FIM — Free Immersion)

 135 м (27.09.2023), Петар Кловар (Хорватия)

 102 м (25.07.2023), Фатима Корок (Венгрия)

### По правилам CMAS
- Статическая задержка дыхания (STA - Static Apnea)

 10 мин 45 сек (11.11.2017), Бранко Петрович, Сербия
 8 мин 53 сек (15.06.2017), Вероника Диттес, Австрия
- Ныряние в длину без ласт (DNF - Dynamic Without Fins)

 236 м (19.06.2019), Гийом Бурдила, Франция
 196.95 м (19.06.2019), Юлия Козерска, Польша
- Ныряние в длину в раздельных ластах (биластах) (DYNB - Dynamic With Bifins)

 256.93 м (15.06.2018), Горан Чолак, Хорватия
 228,15 м (21.06.2019), Алессиа Цеккини, Италия
- Ныряние в длину в ластах или моноласте (DYN - Dynamic With Fins)

 316.53 м (22.06.2019), Матеуш Малина, Польша
 253 м (22.06.2019), Алессиа Цеккини, Италия
- Ныряние в глубину без ласт (CNF - Constant Weight Without Fins)

 90 м (19.07.2021), Алексей Молчанов, Россия
 74 м (15.07.2021), Алессиа Цеккини, Италия
- Ныряние в глубину в раздельных ластах (биластах) (CWTB - Constant Weight With Bifins)

 118 м (22.07.2021), Алексей Молчанов, Россия
 95 м (18.07.2021), Алис Модоло, Франция
- Ныряние в глубину в ластах или моноласте (CWT - Constant Weight)

 131 м (17.07.2021), Алексей Молчанов, Россия
 122 м (21.07.2021), Аленка Артник, Словения
- Ныряние в глубину по тросу (на руках) (FIM - Free Immersion)

 126 м (13.07.2021), Алексей Молчанов, Россия
 101 м (17.07.2021), Алессиа Цеккини, Италия

## Неофициальные мировые рекорды (несоревновательные дисциплины)
- Переменный вес – ныряние в глубину с помощью дополнительного груза (VWT)

 150 м (17.01.2021), Валид Будхиаф, Тунис
 130 м (18.10.2015), Нанджа Ван Дер Брук, Нидерланды
- Без ограничений – ныряние в глубину с помощью дополнительного груза, всплытие с помощью шара с воздухом (NLT)

 214 м (14.06.2007), Герберт Ницш, Австрия
 160 м (17.08.2002), Таня Стритер, США

## Коммерческий фридайвинг
Коммерческим фридайвингом занимаются непосредственно с целью заработка. В различных частях света существуют многовековые традиции добычи морепродуктов ныряльщиками, использующими простейшие приспособления. Объектом промысла могут быть моллюски, жемчуг и перламутр, ракообразные, иглокожие, водоросли, губки, а также ценности с затонувших судов. Примеры таких профессиональных апноистов — японские ама и корейские хэнё. Последние ещё в 1960-е гг. значительно зарабатывали, продавая свой улов японским гурманам.
По мере развития современного промышленного рыболовства, аквакультур и водолазного дела примитивные методы добычи утратили своё прежнее значение. Сбор морепродуктов на задержке дыхания вручную может оставаться в наши дни источником дохода прежде всего для тех, кто не имеет средств или желания обеспечить себе пропитание иным способом, либо удачно использует традиционный образ жизни ныряльщиков как культурную достопримечательность для туристов.

## Рекреационный фридайвинг
Основной целью рекреационных фридайверов не является улучшение спортивных показателей или заработок. Заниматься погружениями в апноэ можно, чтобы укрепить здоровье тренировками, улучшить самочувствие, расширить занятия йогой, выработать более полное ощущение собственного тела, достичь гармонии с собой, создать особый стиль жизни, познакомиться с единомышленниками и, прежде всего, увидеть подводный мир. Рекреационный фридайвинг особенно распространен в теплых морях и тропических странах, таких как Египет, Таиланд, Индонезия, Филиппины, Мексика и т.д.
Существуют разнообразные, отчасти экстремальные подвиды фридайвинга, среди которых можно назвать подлёдный, пещерный, а также подводную охоту и подводную фотоохоту.

## Фридайвинг в кинематографе

### Художественные фильмы
- В игровом кино существует всего несколько фильмов[источник не указан 147 дней], полностью посвящённых апноэ. Самым известным из них является «Голубая бездна» (1988) Люка Бессона, «открывшая» фридайвинг широкой аудитории. Сюжет выстроен вокруг реальной истории дружбы и соперничества двух фридайверов — Жака Майоля, первым в мире преодолевшим 100-метровый рубеж, и Энцо Майорки[англ.], державшего планку официальных рекордов до прихода Жака.
- В 2004 году вышел фильм Алки Дэвида «The Freediver» (в русском прокате «Свободное плавание»). Основанный на реальных событиях, фильм повествует о подготовке и борьбе за звание чемпиона мира 20-летней греческой ныряльщицы Данаи Варвери, установившей в 1999 году мировой рекорд, достигнув 40-метровой отметки в дисциплине constant weight without fins. Во время съёмок фильма в Греции, Ханна Стейси, дублёрша исполнительницы главной роли, установила два новых британских рекорда по фридайвингу[31].

- 5 марта 2020 вышла картина Елены Хазановой «Один вдох», основанной на биографии «королевы фридайвинга», чемпионки мира Натальи Молчановой.

### Документальные фильмы
Значительно больше о фридайвинге снято именно документальных фильмов. Прежде всего[почему?], это короткометражки чемпионки Франции Жюли Готье (фр. Julie Gautier) с её мужем, чемпионом мира Гийомом Нери, в кадре. Мини-фильмы Жюли и Гийома крайне поэтичны и, всякий раз, предлагают неожиданный взгляд на фридайвинг. Так, в короткометражке «Свободное падение» (англ. Free fall) они проводят аналогию с бэйсджампингом, когда Гийом «прыгает» в Голубую дыру Дина; ролик «Наркоз» основан на имевших место галлюцинациях и видениях Гийома во время одного из его глубоководных погружений, а короткометражка «Вокруг света на одном вдохе» символически опоясывает, объединяет весь мир в одном нырке. Особой изюминкой фильмов Жюли и Гийома, как и документального фильма Александра и Николь Гратовски «Мой пилот, кит», повествующего о возможном взаимодействии людей и свободно живущих китообразных, является то, что не только человек в кадре, но и сам оператор находится под водой на задержке дыхания, осуществляя съёмку без водолазного оборудования.
Полнометражные фильмы:
- «Океанический человек: экстремальное погружение» (англ. Ocean Men: Extreme Dive) — об искусстве и науке фридайвинга с участием Франсиско Ферераса и Умберто Пелиццари[37].
- «За пределами» (англ. Beyond Limits) — фильм о «самом глубоководном человеке на земле» Герберте Нич и его стремлении отыскать способы погружения на глубину в 300 метров, разумеется, без акваланга.
- «No Limit Triple Quest» (название использует игру слов: quest — как «задача» и, одновременно, в значении «поиск, искание», в свете чего No Limit означает не только самую опасную дисциплину фридайвинга, но и выражает безграничный дух упомянутого поиска) — результат многолетнего самоанализа, рассказ о духовном пути и поисках смыслов бельгийского фридайвера Патрика Мусиму (англ. Patrick Musimu), оформленный в виде истории о трёх мировых рекордах, установленных Патриком в дисциплинах No Limit Tandem, No Limit Traditional и No Limit (Absolute). «Прикоснувшись к сути своего «Я», исследуя новые глубины, Патрик достигает иного уровня переживания. Он идёт авторским путём самопознания, разделяя чувства и эмоции, взаимодействуя с людьми разного происхождения и разной культуры»[38].

- «Приветствуя своих предков» (англ. Waving at My Ancestors) — ещё один проект Патрика Мусиму, стремящийся найти корни фридайвинга — цивилизации и людей, практиковавших погружения на задержке дыхания в самые давние времена. Здесь и шумерские ныряльщики за жемчугом в Арабском заливе и первые подводные диверсанты грек Скиллис с дочерью Кианой, ставшие причиной гибели целого флота — 200 кораблей персидского царя Ксеркса I.
- В медитативном фильме Грегори Кольбера «Пепел и снег» в сюжетах, посвящённых взаимодействию людей и китов, человек в кадре также находится в состоянии апноэ.